# Givardon
Givardon é uma comuna francesa na região administrativa do Centro, no departamento Cher. Estende-se por uma área de 22,57 km². Em 2010 a comuna tinha 302 habitantes (densidade: 13,4 hab./km²).